# Rompler
Der Begriff Rompler bezeichnet samplebasierte Klangerzeuger (Wave-ROM-Synthesizer). Wie ein Sampler kann ein Wave-ROM-Synthesizer gesampelte Klänge abspielen. Im Unterschied zum Sampler bezieht er jedoch seine Klänge aus einem ROM (Read-only-Memory, wörtlich: Nur-Lese-Speicher). Es ist daher nicht möglich eigene Klänge zu digitalisieren. Vorverstärker, A/D-Wandler und RAM entfallen, was die Herstellungskosten deutlich senkt. Der Ausdruck Rompler leitet sich vom Einsatz eines ROMs ab.
Neben Wave-ROM-Synthesizern mit individuellen Soundbänken, die zur Produktion bestimmter Musikrichtungen vorgesehen sind, gibt es auf dem Markt auch viele Geräte, deren Soundbänke nach dem General-MIDI-Standard genormt sind. Sie waren in der Vergangenheit dazu gedacht, MIDI-Dateien in einer hochwertigeren Qualität wiedergeben zu können, als dies mit handelsüblichen Soundkarten möglich war und werden heute immer noch gerne genutzt, um die Klangpalette älterer Keyboards und Heimorgeln zu erweitern. Da es Wave-ROM-Synthesizer ermöglichen, auf Tasteninstrumenten mit integrierter Tonerzeugung zusätzliche Klänge zu spielen, hat sich als Synonym auch der Begriff Expander eingebürgert.

## Geschichte
Die ersten für den Durchschnittsmusiker erschwinglichen Synthesizer mussten sich teils ausgeklügelter Kniffe bedienen, um einigermaßen natürlich klingende Instrumente erzeugen zu können. So fanden beispielsweise die FM-Synthese oder die LA-Synthese Anwendung.
Mit dem Preisverfall für elektronische Speicherbausteine in den 1980er und 90er Jahren wurde es möglich, Klangerzeuger mit einem großen Vorrat fertiger Samples wirtschaftlich herzustellen. Kam der Roland D-50 im Jahre 1987 noch auf 512 kB Sample-ROM, so brachte es der JV-80 vier Jahre später schon auf 4 MB. Alesis stellten ihren S-5 1992 mit 16 MB ROM vor. 
Während diese Geräte gleichzeitig mit mehr oder weniger tief gehenden Synthesefunktionen ausgestattet waren, bezeichnet man mit Sampleplayer eher so genannte Klangmodule, die die eingebauten Klänge ohne große Eingriffsmöglichkeiten lediglich „abspielen“. Hier ist beispielhaft die MU-Serie von Yamaha zu erwähnen.
In den 1990ern stellte allem die Firma E-mu Systems eine Reihe von Klangerzeugern her, die jeweils Instrumente einer ganz bestimmten musikalischen Richtung vereinten. Beispiele sind der Carnaval für Latin Music, der Planet Phatt für Hip-Hop / R&B oder der Vintage Keys mit Klängen klassischer alter Synthesizer.